# Gonzalo Roig

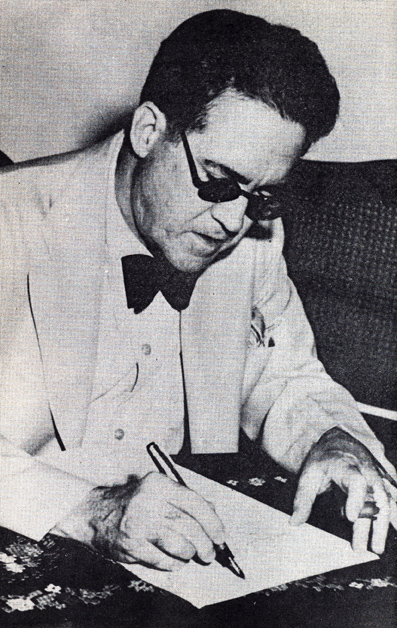
Gonzalo Roig, 1930er Jahre

Gonzalo Roig (* 20. Juli 1890 in Havanna; † 13. Juli 1970 ebenda) war ein kubanischer Komponist.

## Leben und Wirken
1902 begann er an der Asociación de Dependientes del Comercio de La Habana ein Musikstudium bei Agustin Martin Mullor, Gaspar Agüero y Barreras und Vicente Alvarez. Seit 1909 war er Violinist im Teatro Martí. Im Jahr 1917 wirkte er in Mexiko in der Kompanie von Maria Guerrero. Gemeinsam mit Ernesto Lecuona, César Pérez Sentenat und anderen gehörte er 1922 zu den Gründern des Sinfonieorchesters von Havanna. Seit 1927 war er Direktor der Schule und der Banda Municipal de Música von Havanna. 1930 unternahm er eine Tournee durch die USA, wo er unter anderem die U.S. Army Band, die U.S. Soldier's Home Military Band und die U. S. Navy Band leitete.
1931 gründete er mit Agostín de Rodriguez eine Theatergruppe im Martí-Theater und 1938 die Nationaloper von Havanna, deren musikalischer Leiter er wurde.
Die Zarzuela Cecilia Valdés (1932) nach einer Novelle von Cirilo Villaverde gilt als Schlüsselwerk dieses Genres in Kuba. 1938 komponierte er die Musik zu dem Film Sucedió en La Habana. Weitere bekannte Kompositionen von ihm sind El Clarín (1932), El Cimarrón (1933), La Hija del Sol (1933) und La Habana de Noche (1936).
Heute noch bekannt ist Roig vor allem durch seinen Hit Quiéreme Mucho (1911 komponiert, Noten 1931 erschienen, spanischer Originaltext von Agostín Rodriguez), der in der englischen Version von Albert Gamse und Jack Sherr unter dem Titel Yours zum Beispiel von Jimmy Dorsey (1941), Vera Lynn (1952) und Linda Ronstadt (1992) aufgenommen wurde.
Die deutsche Version von Quiéreme Mucho  mit dem Titel Du bist mein erster Gedanke von Ralph Maria Siegel erreichte 1956 gesungen von Mieke Telkamp Platz 20 der deutschen Charts. Später nahmen unter anderem auch Cliff Richard (1966 Platz 15 der deutschen Charts), Julio Iglesias (1982 Platz 62 der deutschen Charts) und Die Flippers die deutsche Version auf.